# Communauté de communes de Miribel et du Plateau
Die Communauté de communes de Miribel et du Plateau (kurz CCMP) ist ein französischer Gemeindeverband mit Rechtsform einer Communauté de communes im Département Ain, dessen Verwaltungssitz sich in dem Ort Miribel befindet.
Der Gemeindeverband besteht aus sechs Gemeinden und zählt 25.161 Einwohner (Stand 2022) auf einer Fläche von 65,56 km². Die Fläche umschließt sowohl die dicht besiedelten Rhône-Ebene um Miribel als auch einen Teil der etwa 150 Meter höher gelegenen Hochebene (frz.: plateau) der Dombes. Dies begründet den Doppelnamen des 1997 gegründeten Gemeindeverbandes. Präsident des Gemeindeverbandes ist Pascal Protière.

## Aufgaben
Zu den vorgeschriebenen Kompetenzen gehören die Entwicklung und Förderung wirtschaftlicher Aktivitäten und die Raumplanung auf Basis eines Schéma de Cohérence Territoriale.  Zusätzlich betreibt der Gemeindeverband die Straßenmeisterei, die Abfallwirtschaft und ein Busliniennetz zwischen den Gemeinden. Auch der Hochwasserschutz ist Teil der Aufgaben.

## Mitgliedsgemeinden
Folgende sechs Gemeinden gehören dem Gemeindeverband Miribel et du Plateau an:
| Gemeinde                                        | Einwohner 1. Januar 2022 | Fläche km² | Dichte Einw./km² | Code INSEE | Postleitzahl |
| ----------------------------------------------- | ------------------------ | ---------- | ---------------- | ---------- | ------------ |
| Beynost                                         | 4.936                    | 10,64      | 464              | 01043      | 01700        |
| Miribel                                         | 10.450                   | 24,49      | 427              | 01249      | 01700        |
| Neyron                                          | 2.479                    | 5,36       | 463              | 01275      | 01700        |
| Saint-Maurice-de-Beynost                        | 4.243                    | 6,99       | 607              | 01376      | 01700        |
| Thil                                            | 1.208                    | 5,15       | 235              | 01418      | 01120        |
| Tramoyes                                        | 1.845                    | 12,93      | 143              | 01424      | 01390        |
| Communauté de communes de Miribel et du Plateau | 25.161                   | 65,56      | 384              | –          | –            |